# Tanaecia munda
Tanaecia munda är en fjärilsart som beskrevs av Hans Fruhstorfer. Tanaecia munda ingår i släktet Tanaecia och familjen praktfjärilar. Inga underarter finns listade i Catalogue of Life.